# Ilha Fridtjof
A lha Fridtjof é uma ilha a 2,4 km (1,49 mi) a nordeste da Ilha Vásquez, no lado sudeste da Ilha Wiencke, no Arquipélago Palmer. Ela foi descoberta e nomeada pela Expedição Antártica Belga sob Adrien de Gerlache, 1897–99.